# Соранус
Сора́нус (лат. Soranus, или лат. Deus Sorranus) — древнеримский заимствованный бог сабинского, этрусского и фалискского происхождения.
Имя от города Соры или от горы Соракта вместо Soracinus. Ему поклонялись на вершине горы Соракта (ныне Монте-Соратте) в Этрурии. Его культ был в римской религии связан с культом волка, из-за чего позже он идентифицировался с Аполлоном. На снежной вершине горы Соракта в древности находился храм этрусского бога Сорануса, затем — Аполлона, которым была посвящена вся гора, у подножия — святилище Феронии.
Его жрецы, которые назывались Hirpi Sorani («волки Сорануса»), держа в руках внутренности жертвенных животных, полагаясь на защиту бога, ходили по горящим углям. Первоначально Соранус был подземным богом Дием (Dis); но он отождествлялся с Аполлоном, потому что оба божества посылают и предупреждают моровые язвы.